# 布魯克城堡

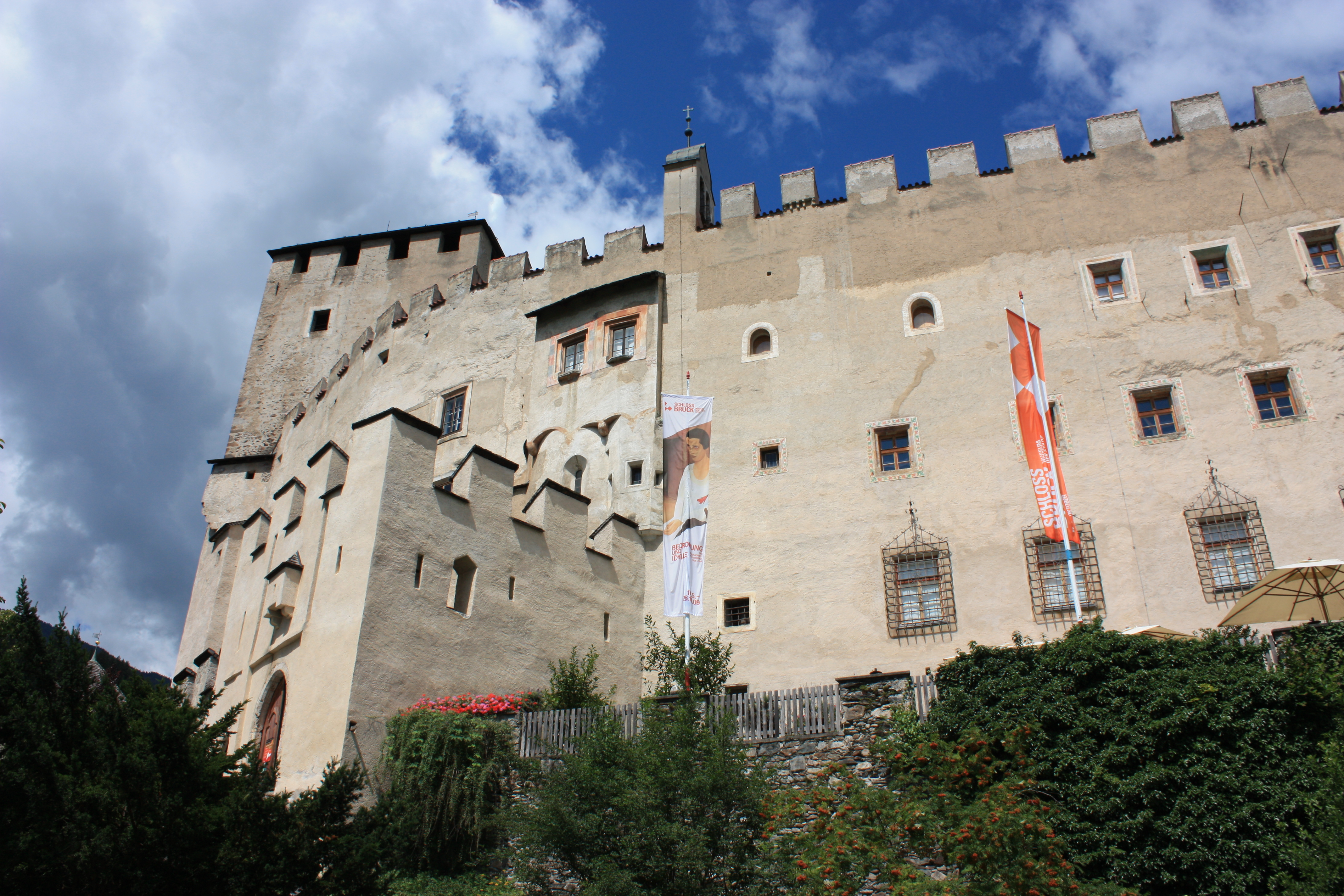

布魯克城堡（德語：Burg Bruck）是位於奧地利提羅爾州的一座修建於中世紀的城堡。布魯克城堡竣工於1278年。

## 外部連結
- Museum der Stadt Lienz Schloss Bruck (German)

46°49′54″N 12°44′56″E / 46.8316666667°N 12.7488888889°E